# Episodi di Skam Italia (quinta stagione)
La quinta stagione di Skam Italia, composta da dieci episodi, vede come protagonista Elia. La stagione è stata pubblicata interamente su Netflix il 1º settembre 2022.
| Nº | Titolo originale    | Pubblicazione Italia |
| -- | ------------------- | -------------------- |
| 1  | Come al solito      | 1º settembre 2022    |
| 2  | Baran               | 1º settembre 2022    |
| 3  | Mister Kennedy      | 1º settembre 2022    |
| 4  | Amore libero        | 1º settembre 2022    |
| 5  | Mai                 | 1º settembre 2022    |
| 6  | Anniversario        | 1º settembre 2022    |
| 7  | Uno più grande      | 1º settembre 2022    |
| 8  | Mi sbaglio?         | 1º settembre 2022    |
| 9  | Spogli              | 1º settembre 2022    |
| 10 | La nostra avventura | 1º settembre 2022    |

## Trama
Elia si sente sempre più distante dai suoi amici storici Giovanni, Martino, Niccolò e Luchino. Tutti loro sono alle prese con la vita universitaria e si godono la frenesia che scaturisce dall’entrare in una nuova fase della propria vita. Elia, invece, è ancora al liceo Kennedy, dove può contare sull’amico Munny come unico alleato. Oltre ad avere un rapporto difficile col padre e alle ristrettezze economiche che lo spingono ad iniziare a lavorare come cameriere al baretto, Elia è paralizzato. Non riesce a lasciarsi andare con nessuna ragazza perché si vergogna profondamente delle dimensioni del suo pene.
Ipoplasia peniena, per usare l’espressione più corretta. Una condizione che riguarda all’incirca lo 0,6 percento della popolazione. Una diversità determinante nel confronto con gli altri e con gli standard che la nostra società ci impone. È la paura di questo confronto che ha sempre portato Elia a scappare da qualsiasi relazione prima ancora che qualcosa potesse nascere. Ma se vuole essere felice, Elia dovrà prendere coraggio e affrontare finalmente le sue paure e le sue insicurezze.
Nonostante Elia abbia la fama di un latin lover, il ragazzo non ha ancora avuto la sua prima volta perché è terrorizzato all’idea di mostrarsi nudo di fronte ad una ragazza, e di essere da lei rifiutato perché considerato non all’altezza. E quindi evita Alessia, una nuova conoscenza del gruppo negli stessi giri universitari di Giovanni, e usa la cotta per Sana come pretesto per tenersi alla larga da altre ragazze. Tutto cambia quando conosce Viola, una ragazza impegnata nelle imminenti elezioni di istituto con la sua lista studentesca. Insieme all’amica Asia, Viola vuole installare distributori gratis di assorbenti e preservativi nei bagni. Per farlo intende togliere i fondi alla radio di Eva, Sana, Silvia e Fede, cosa che scatenerà le ire di quest'ultime.
Elia accetta di aiutare Asia e Viola in cambio del 20% dei ricavi della raccolta fondi per la lista studentesca. La festa ha successo e Viola e Elia finiscono per baciarsi. Elia, tuttavia, ha il terrore di deludere Viola e di perderla; anche Viola, dal canto proprio, viene da una situazione difficile con un fidanzato più grande. Tra i due nasce un diverbio che porta Elia a mettere distanza tra lui e Viola. Dopo essersi confessato con gli amici e le amiche circa la vergogna per le dimensioni del proprio pene, Elia cerca di rappacificarsi con Viola, ma senza successo. La sera di Halloween rivede Alessia, e i due si riavvicinano: Elia si accinge ad avere la sua prima volta, ma una défaillance lo convince a battere la ritirata e lascia Alessia da sola, inventandosi una scusa.
Al Kennedy, il giorno seguente, Elia è tormentato da prese in giro circa le dimensioni del suo pene. Alessia ha parlato con un’amica la quale ha una sorella che frequenta il suo stesso liceo. Quella sera, dopo aver fatto a botte coi fascisti della lista studentesca avversaria, Elia finisce per andare contro un'auto mentre viaggiava in bicicletta. Al suo risveglio trova il padre, sollevato di vederlo praticamente illeso, e anche Viola. Quest’ultima gli confessa che l’uomo più grande col quale aveva avuto una brutta relazione era proprio il dottor Spera, l’ex psicologo della loro scuola che è stato allontanato perché, secondo alcuni, aveva offerto alcol a degli studenti, e il preside era venuto a saperlo.
Inizialmente Viola è titubante circa il da farsi, ma tutto cambia quando la ragazza si rende conto che Spera ha manipolato e abusato di altre ragazze: tra queste, anche Federica. Con l’aiuto di Carmela, l’avvocata compagna del padre di Elia, le ragazze riescono infine a sporgere denuncia e a parlare di quello che è successo. La Lista Rebelde non vince le elezioni, ma Elia ha un piano: se continueranno ad organizzare feste di raccolta fondi, il loro collettivo riuscirà a finanziare i distributori di preservativi e assorbenti gratuiti a scuola.
Sana, Eva, Federica e Silvia decidono di dire addio a Radio Osvaldo per tagliare il cordone ombelicale con la loro ex scuola superiore. Alla fine dell’ultima registrazione della radio, Elia e gli altri si presentano in studio a sorpresa e festeggiano le loro amiche. È qui che Elia inizia ad abbandonare i propri timori e si lascia finalmente andare ad un momento di intimità con Viola. Mentre i due hanno un rapporto nello studio della radio, gli altri e le altre si danno appuntamento alla casa sul lago di Giovanni per continuare la festa.